# 納普拉嫩原住民郡政府
納普拉嫩原住民郡（英語：Aboriginal Shire of Napranum）是澳大利亞昆士蘭州遠北部的地方政府，與鄰近的庫克郡關係密切；2006年人口調查，納普拉嫩的鬧區人口有830人。